# Морський кріт
Морський кріт (Upogebia pusilla) — вид ракоподібних надродини каліанасові. Єдиний представник роду у фауні України. Вид занесений до Червоної книги України. Чисельність постійно скорочується.

## Опис
Розміри тіла до 60 мм. Карапакс у передній частині завужений та сплющений латерально. Клешні зігнуті, зовнішній та верхній краї вкриті щетинками, нерухомий палець гострий. На передній частині карапакса великий шип. Забарвлення від червоно-коричневого до сіро-зеленого.

## Поширення
Вид поширений біля східних берегів Атлантичного океану від Англії до Португалії, в Середземному, Адріатичному, Чорному та Азовському морях.

## Особливості біології
Донна тварина. Живе на глибині від 0,5 до 15 м, переважног у місцях з піщаним ґрунтом. Риє U-подібні нори довжиною від 4 до 82 см. Від U-подібної структури в глибину часто відходять додаткові ходи. Також нора має розширені камери для повороту тварини. У кожній норі живе тільки одна тварина. Живиться дрібними донними організмами та детритом. Вночі може залишати нору в пошуках їжі.

### Розмноження
Розмноження з липня по вересень. Для розмноження тварини залишають нори та виходять у товщу води. Плодючість самиць від 1500 до 4500 ікринок. Личинки пелагічні, розвиваються з метаморфозом, який включає 4 стадії зоеа та глаукотое.

## Охорона
Раритетний вид ракоподібних, занесений до Червоної книги України (охоронна категорія: зникаючий вид), а також до Червоної книги Чорного моря (вид перебуває в небезпечному стані в українському секторі моря).
Чисельність популяції виду постійно (щороку) зменшується. Основними негативними факторами є добування піску, замулення і забруднення  дна моря в місцях проживання виду. Як елемент біорізноманіття морський кріт охороняється в Чорноморському біосферному заповіднику, Приазовському національному природному парку та в акваторії ряду приморських об'єктів природно-заповідного фонду України.